# 上春山
《上春山》是2024年央视春晚上亮相的一首歌曲，由贵州省音乐人张超作曲，孙红莺（玉镯儿）作词，白敬亭、魏大勋、魏晨演唱。

## 背景和风格
《上春山》由张超作曲、孙红莺填词、潘安昕编曲，三人皆是贵州本地人。歌曲讲述了和亲朋好友相约踏青游玩的场景，描绘了贵州的山水之美。词作者孙红莺表示在创作时想起了贵州的百里杜鹃、梵净山、丹寨龙泉山、乌蒙山等地。曲作者张超认为春山可以是二月份的万峰林、梵净山，三月份的贵安樱花园，四月份的百里杜鹃，以及四月底的丹寨龙泉山映山红。
《上春山》先由张超作曲，再由孙红莺填词，两人合作已达十多年。该歌曲节奏欢快，歌词融合化用了十多首古诗词。孙红莺在拿到乐谱两小时后，即创作出《上春山》的歌词，歌曲小样送达央视春晚节目组后一稿通过。潘安昕在编曲中使用了众多中国传统乐器，以及木鼓、竹排等贵州民族乐器，还运用管弦乐烘托出生机勃发的气氛。荷塘月色音乐团队参与制作。

## 衍生事件
春晚节目播出后，演唱者之一白敬亭受到大量讨论。网友论质疑临时换装和抢占站位。 此后網路上流出多份彩排影片 事件發酵後，白敬亭本人两天内微博掉粉约20万，抖音掉粉約27万。 社交媒体由该事件引申出新词“春山学”。 中国中央电视台证实节目按排练进行，并澄清白某与该事件无关。
2024年12月，日由白敬亭工作室公告周俊武律师律師函，指控自媒体博主“李”、“方”恶意歪曲、捏造事实，构成对其名誉权的侵犯: 被告发布“占春山”“春山学”等相关内容，通过逐帧解读等方式恶意歪曲、捏造事实，误导社会公众认为白敬亭先生故意制造演出事故、争抢中心位置等。 2025年2月, 北京互联网法院判决白敬亭胜诉 判令两被告公开道歉，并赔偿白敬亭名誉损失3.5万元。
河南卫视于之后的《2024元宵奇妙游》节目中，邀请女歌手雷佳，及贵州山娃娃合唱团、贵州云上侗寨小歌队再次演唱了《上春山》，并加入著名唢呐乐手阳烽的演奏，丰富了歌曲的内容与意境。

## 其他版本
2024年央视春晚播出后，作曲者张超演唱版本上线酷狗音乐。
河南卫视2024年元宵特别节目中，女歌唱家雷佳再次唱响《上春山》。